# Сульпиций Галл (лунный кратер)
Кратер Сульпиций Галл (лат. Sulpicius Gallus) — небольшой ударный кратер видимой стороны Луны находящийся на юго-западной границе Моря Ясности. Название присвоено Джованни Риччиоли в честь древнеримского военачальника, консула и астронома Гая Сульпиция Галла и утверждено Международным астрономическим союзом в 1935 г. Образование кратера относится к коперниковскому периоду. 

## Описание кратера
Кратер находится на поверхности Моря Ясности. На северо-востоке от него раполагается кратер Бессель; на юго-востоке кратер Менелай, на юге Гемские горы, на северо-западе система борозд, названная по имени кратера, на севере гряда Буклэнда и гряда Фон Котта. Селенографические координаты центра кратера 19°38′ с. ш. 11°41′ в. д. / 19,63° с. ш. 11,68° в. д., диаметр 11,6 км, глубина 2,17 км. По морфологическим признакам кратер относится к классу BIO (по названию кратера Био, который является типичным представителем данного класса).
Кратер имеет сферическую форму с гладким внутренним склоном, острой кромкой вала почти не подвергнутой эрозии и небольшим поднятием в центре чаши кратера. Вал кратера имеет высоту над поверхностью моря около 450 м и при низких углах освещения отбрасывает зубчатую тень. Кратер имеет сравнительно высокое альбедо, в чаше кратера обнаружены отложения материковых пород. Объем кратера составляет приблизительно 70 км³.

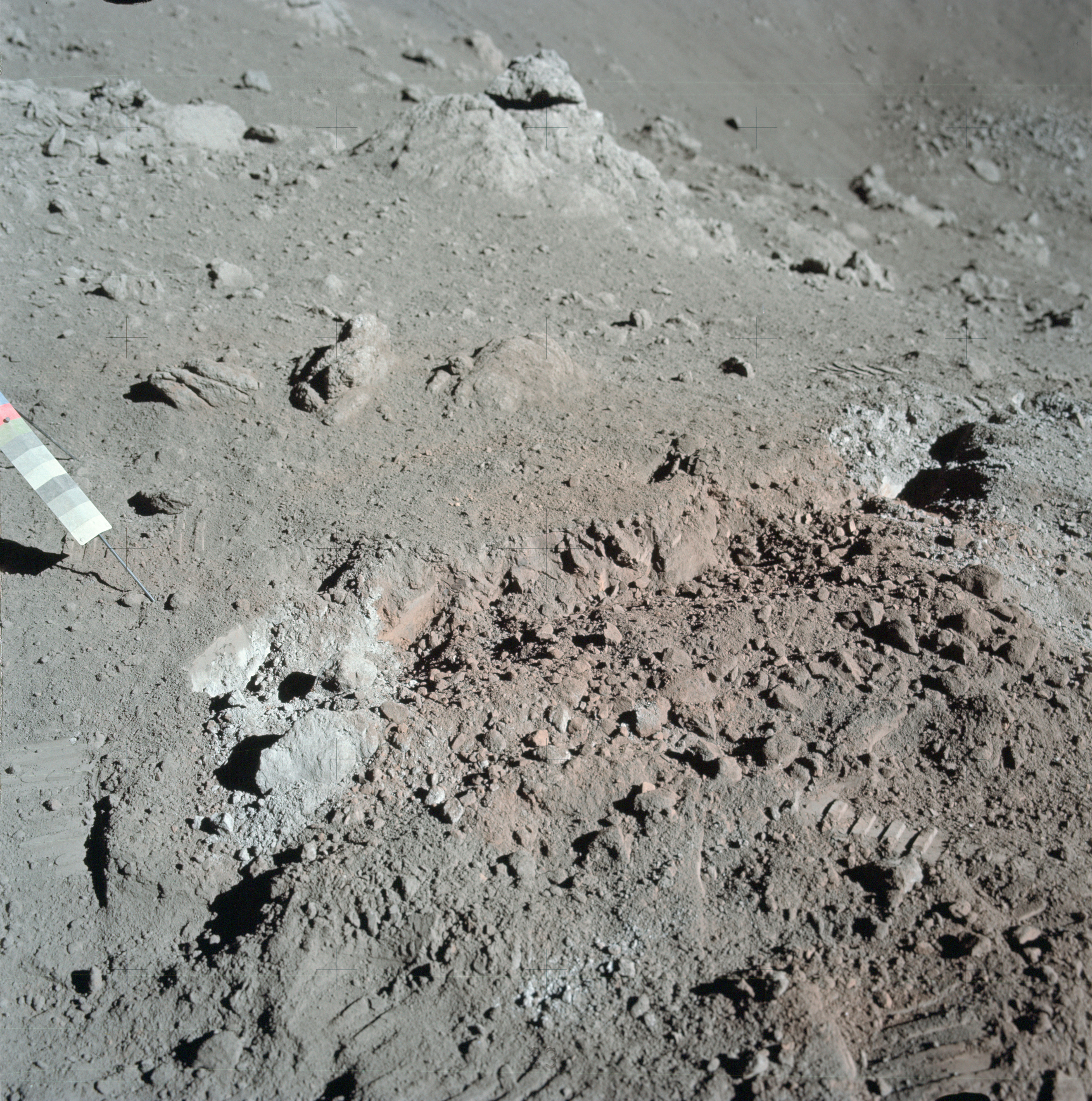
Оранжевый грунт в районе кратера Шорти. Снимок экипажа Аполлон-17.

На западе от кратера находится впадина в форме почки, в которой астронавтами Аполлона-17 при облете Луны перед возвращением на Землю обнаружен оранжевый грунт (цвет грунту придают оранжевые сферические частицы диаметром около 0.2 мм из стеклоподобного вулканического материала). Данная впадина предположительно является источником пирокластических выбросов и отложений в районе на северо-западе от кратера. Кроме данной впадины, оранжевый грунт наблюдался астронавтами Аполлона-17 в многочисленных свежих кратерах в районе кратера Сульпиций Галл. Аналогичный оранжевый грунт был обнаружен Харрисоном Шмиттом и Юджином Сернаном (Аполлон-17) при высадке на Луну в районе кратера Шорти в долине Таурус—Литтров (см.фото).
Пирокластические отложения в данном регионе содержат значительное количество серы, цинка и свинца. Породы Моря Ясности в районе кратера содержат ильменит (титанистый железняк). Вследствие такого геологического разнообразия району кратера было уделено значительное внимание в рамках программы Lunar Reconnaissance Orbiter, а также он объявлялся районом интереса для американской космической программы "Созвездие".

## Сателлитные кратеры
| Сульпиций Галл | Координаты                                            | Диаметр, км |
| -------------- | ----------------------------------------------------- | ----------- |
| A              | 22°05′ с. ш. 8°56′ в. д. / 22,08° с. ш. 8,93° в. д.   | 4,0         |
| B              | 17°59′ с. ш. 12°58′ в. д. / 17,98° с. ш. 12,97° в. д. | 6,4         |
| G              | 19°48′ с. ш. 6°19′ в. д. / 19,8° с. ш. 6,31° в. д.    | 5,4         |
| H              | 20°33′ с. ш. 5°44′ в. д. / 20,55° с. ш. 5,74° в. д.   | 3,4         |
| M              | 20°24′ с. ш. 8°43′ в. д. / 20,4° с. ш. 8,72° в. д.    | 4,3         |

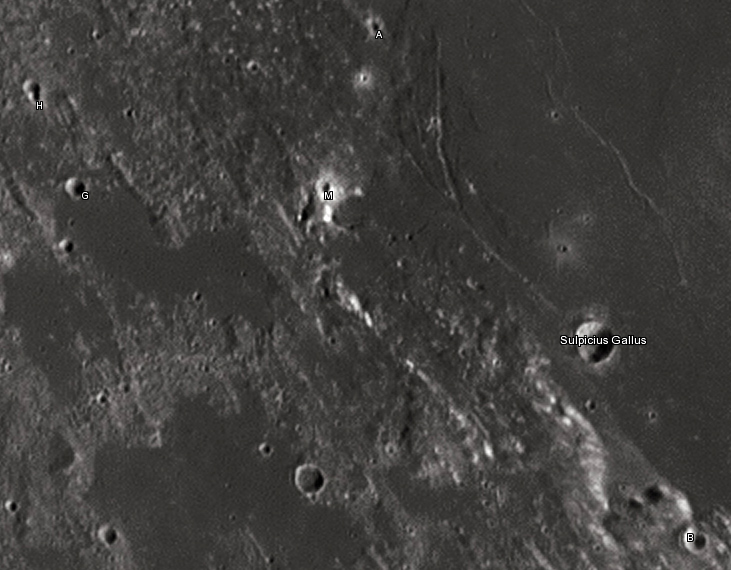
Снимок Девида Кемпбелла.

- В кратере Сульпиций Галл М зарегистрированы термальные аномалии во время лунных затмений. Это явление объясняется небольшим возрастом кратера и отсутствием достаточного слоя реголита, оказывающего термоизолирующее действие.